# いしいひさいちの問題外論
『いしいひさいちの問題外論』は、いしいひさいちの作品である。1992年から1999年までの「政治」、「経済」、「国際」、「スポーツ」、「社会」のテーマで作った4コマ漫画である。全十七巻で最終巻には金正日をモデルにした「近くて遠山の金さん」というタイトルの項目が追加されている。

## 表紙
1. 宮澤喜一
2. 羽田孜
3. 長嶋茂雄
4. 野村克也
5. -村山富市
6. -麻原彰晃
7. -イチロー
8. 橋本龍太郎
9. 鳩山由紀夫
10. -君島十和子
11. -清原和博
12. -伊良部秀輝
13. -岡田武史
14. -高橋由伸
15. -小渕恵三
16. ヒラリー・クリントン
17. スロボダン・ミロシェヴィッチ（ユーゴスラビア大統領）

## 主な登場人物
- 中曽根康弘 - 元内閣総理大臣
- 竹下登 - 元内閣総理大臣
- 宮澤喜一 - 内閣総理大臣（英語がペラペラだがブランクを感じさせる発言をして、4コマ目で河野洋平が悲しむ)
- 橋本龍太郎 - 内閣総理大臣。ほとんどの登場時でタバコを吸っている描写になっている
- 小渕恵三 - シリーズ中最後の内閣総理大臣
- 小沢一郎 - 元自民党幹事長、新生党代表幹事、新進党幹事長、自由党党首
- 野中広務 - 小渕内閣の内閣官房長官
- 菅直人 - 薬害エイズ問題発覚当時の厚生大臣
- 野村克也 - ヤクルト・スワローズ監督、阪神タイガース監督。
- 渡辺恒雄 - 読売巨人オーナー
- 安部英 - 薬害エイズ問題の重要人物、元東京大学医学部教授、帝京大学副学長
- 横山弁護士 - オウム真理教の裁判弁護士に名乗り出た
- ビル・クリントン - アメリカ合衆国大統領
- ヒラリー・クリントン - ビルの妻、ファーストレディー
- ボリス・エリツィン - ロシア大統領。ウォッカを飲んだくれている。酒乱
- 金正日 - 金日成の後継者